# 山本圭介 (建築家)
山本 圭介（やまもと けいすけ、1947年 - ）は、日本の建築家（一級建築士）。
東京電機大学名誉教授。槇総合計画事務所を退職後、堀啓二と共に山本堀アーキテクツを設立。

## 経歴
1947年　東京生まれ
1972年　東京藝術大学美術学部建築科 卒業
1974年　東京大学工学系大学院建築学修士課程 修了
1974年-1989年  株式会社槇総合計画事務所 勤務
1989年　株式会社 山本堀アーキテクツ 設立
1993年-2001年　工学院大学工学部建築学科 非常勤講師
2000年-2001年　東京藝術大学美術学部建築科 非常勤講師
2001年-2007年　東京電機大学工学部建築学科 教授
2007年-2019年　東京電機大学未来科学部建築学科 教授
2019年-　東京電機大学 名誉教授

## 建築作品（山本堀アーキテクツ）
※代表的なもののみを記載する。
- 福岡大学A棟（1996年） / 元倉眞琴（スタジオ建築計画）と共同
- 中野坂上サンブライトツイン（1996年） / ヘルム建築・都市コンサルタントと共同
- 工学院大学 八王子キャンパス 15号館（2000年）
- 大東文化大学 板橋キャンパス 中央棟・三号館（2003年） / 中村勉（中村勉総合計画事務所）と共同
- 二期倶楽部 東館（2003年） / Conran and Partnersと共同
- 大東文化大学 板橋キャンパス 体育館・厚生棟（2005年） / 中村勉（中村勉総合計画事務所）と共同
- 都市再生機構 東雲キャナルコートCODAN 6街区（2005年）　元倉眞琴（スタジオ建築計画）と共同
- 大東文化大学 大東文化会館（2006年） / 中村勉（中村勉総合計画事務所）と共同
- 工学院大学 八王子キャンパス スチューデントセンター（2007年） / 澤岡清秀と共同
- 都市再生機構 ヌーベル赤羽台C1工区（2007年） / みのべ建築設計事務所と共同
- 東北大学 青葉山キャンパス センタースクエアブックカフェ棟（2010年）
- 東北大学 青葉山キャンパス センタースクエア中央棟（2010年）
- 東北大学 青葉山キャンパス マテリアル・開発材料共同研究棟（2011年）
- 九州大学 伊都キャンパス　最先端有機光エレクトロニクス研究棟（2011年）
- 東北大学 片平キャンパス 外国人研究員等宿泊施設 レストラン棟（2011年）
- 東北大学 片平キャンパス 外国人研究員等宿泊施設 宿泊棟（2013年）
- 東京藝術大学 学生寮「藝心寮」（2014年） / INA新建築研究所と共同
- 富山大学 五福キャンパス 工学部総合研究棟（2014年）
- 東京藝術大学 上野キャンパス 産学官連携棟（2015年）
- 東京大学 学生寮 「新豊島国際学生宿舎」（2017年）
- 東京藝術大学 国際藝術リソースセンター（図書館改修） （2018年） / 袴田喜夫、橋本久道、吉松秀樹と共同
- 小高区復興拠点施設「小高交流センター」（2019年） / URリンケージと共同
- 福島ロボットテストフィールド研究棟（2019年） / URリンケージと共同
- 島根大学 川津キャンパス 次世代たたら協創センター（2021年）

## 受賞歴（山本堀アーキテクツ）

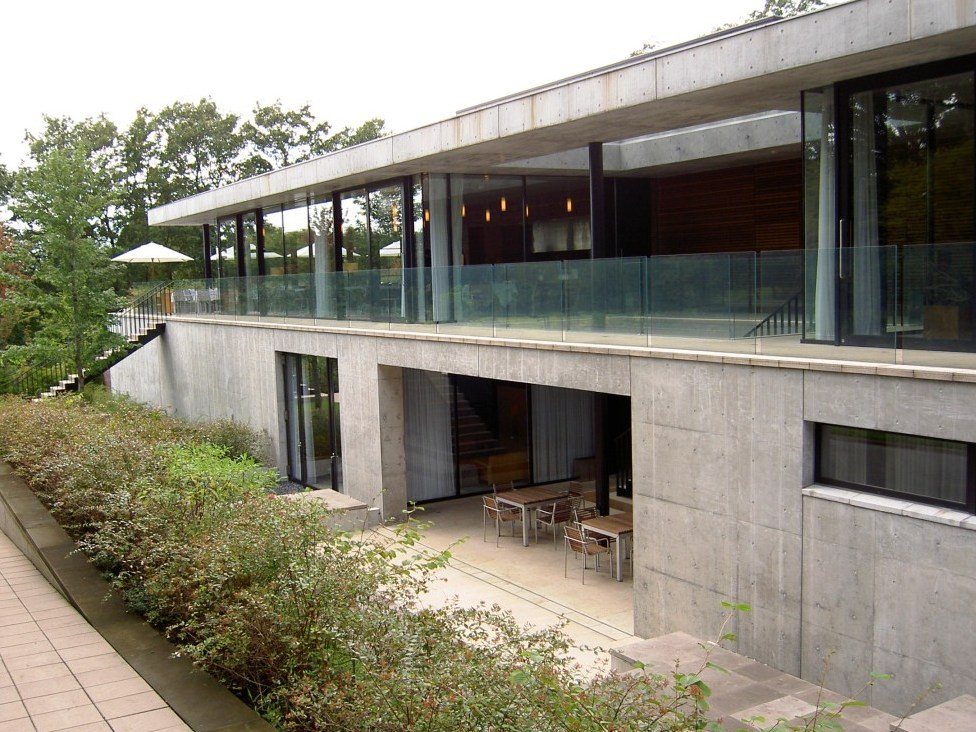
二期倶楽部 東館

- 1989年  東京建築士会 住宅建築賞（喜多見の家）
- 1996年  インター・イントラスペースデザインセレクション'96 デザイン賞（福岡大学A棟）
- 1999年  台東区建築景観賞（ボーデッサン本社屋）
- 1999年  日本建築学会作品選奨（中野坂上）
- 2000年  日本建築学会作品選奨（福岡大学A棟）
- 2002年  日本建築学会作品選奨（工学院大学15号館）
- 2003年  栃木県建築マロニエ賞（二期倶楽部東館）
- 2004年  グッドデザイン賞（プラウドジェム神南）
- 2005年  グッドデザイン賞（東雲6街区)
- 2005年  グッドデザイン賞（大東文化大学)
- 2005年  東京建築賞東京都知事賞（大東文化大学）
- 2005年  JIA環境建築賞優秀賞（大東文化大学）
- 2005年  エコビルド賞（大東文化大学）
- 2007年  日本建築学会建築選奨　(大東文化大学)
- 2009年  東京建築賞／優秀賞　(工学院大学スチューデントセンター)
- 2012年  2012年度BCS賞(東北大学)
- 2012年  グッドデザイン賞(東北大学)
- 2012年  グッドデザイン賞(赤羽台団地C工区)
- 2012年  グッドデザイン賞(ザ・ロアハウス代々木初台)
- 2019年  JIA25年賞(東京藝術大学図書館改修)
- 2023年  第18回公共建築賞／地域特別賞 (小高交流センター)

## 著書
断面パースで読む住宅の「居心地」- (彰国社)